# José Martí szülőháza
José Martí szülőháza Havannában áll, ma múzeum, a kubai főváros legrégebbi ilyen jellegű intézménye.

## Története
A kubai költő, forradalmár, nemzeti hős, José Martí szülőháza a Leonor Pérez utcában, a kubai főváros óvárosában található. Egyszerű, egy emeletes épület, falai között született Martí 1853. január 28-án. A ház a 19. század elején épült, közel az akkori városfalhoz, a kort jellemző stílusban: csúcsos cserepes tető, habarcsfal.
Az épületben a Museo Casa Natal de José Martí működik 1925 óta. A nemzeti hős emléktárgyainak összegyűjtését, házának megőrzését Arturo Carricarte újságíró, valamint a köré csoportosuló kubai hazafiak kezdeményezték. A múzeum ma a havannai történelmi hivatal részeként működik. A ház 1949-ben került fel a kubai nemzeti örökséget alkotó építmények közé, 1959-ben felújították. A múzeumban José Martí személyes tárgyait és dokumentumait állítják ki. A ház hét szobából áll, amelyekben Martí életének különböző szakaszati rekonstruálták. A múzeumban látható a költőről, szabadságharcosról életében készült egyetlen olajportré is.
Mások mellett látható a Martí által a keresztelőjén viselt sapka és egy hajfürtje, ezüst evőeszköze, esküvői albuma, a diákjaitól kapott emléktárgy. Kiállították a bilincseket, amelyeket Martínak kellett viselnie havannai rabsága alatt, New York-i íróasztalát, egyetemi székét, valamint az általa megjelentetett gyerekmagazin, a La Edad de Oro egyik első kiadását.